# Lazarus III. Henckel von Donnersmarck
Lazarus III. Graf Henckel von Donnersmarck (* wahrscheinlich 26. Juni 1729 in Troppau; † 8. August 1805 in Siemianowitz) war ein Freier Standesherr und Montanindustrieller.

## Herkunft
Seine Eltern waren der freie Standesherr und k.k. Wirklicher Geheimer Rat Graf Carl Henckel von Donnersmarck (1688–1760) und dessen Ehefrau die Freiin Josepha von Brunetti (1695–1740), eine Tochter des Freiherren Lazarus Ambrosius von Brunetti (1666–1734), dieser war k.k. Wirklicher Geheimer Rat und Oberamtskanzler von Schlesien. Seine Schwester Marianne war mit den dem preußischen Generalmajor Otto Ernst von Gersdorf verheiratet.

## Leben
Er war bis 1764 Major des trautmannsdorffschen Regiments. Nach dem Tod seines Bruders Franz Ludwig erbte er 1768 dessen Vermögen und den Fideikommiss mit Schwerpunkt in den Herrschaften Beuthen und Tarnowitz. Mit dem Tod seines Vetters Anton Amadeus 1793 erhielt er als Senior der Familie auch die Würde eines freien Standesherrn. Er residierte in Siemianowitz.
Lazarus III. hatte maßgeblichen Anteil an der Wiederbelebung der durch den Siebenjährigen Krieg in Mitleidenschaft gezogenen Industrie- und Bergbautätigkeit in der Herrschaft Beuthen. Darüber hinaus hat er die technische Modernisierung vorangetrieben. Bis zu seiner Herrschaft wurden Eisenerzförderung und Eisenproduktion auf einem vergleichsweise technisch primitiven Niveau betrieben. Das bislang grundlegende Problem der gesamten oberschlesischen Eisenproduktion war der Wasser-, Holz- und Erzmangel. Die Erzförderung war zwar wenig kostspielig, wurde aber sehr ineffizient betrieben. Dies änderte sich in der Zeit von Lazarus III.
Dazu gehörte die Auszimmerung der Schächte, die quantitative Verstärkung der Förderung sowie der Ausbau der Erzverarbeitung in der Roh- und Stabeisenherstellung. Er verfügte anfangs über drei Hütten mit einem Hochofen und vier Frischfeuern, betrieben mit Holzkohle. In diesen konnte die Produktion von Stabeisen von zusammen 3200 Zentner 1783 bis 5800 Zentner 1805 gesteigert werden. Das nicht selbst verarbeitete Erz wurde an Betriebe in der Umgebung verkauft. Er weitete den Absatz insbesondere für Stabeisen unter anderem nach Niederschlesien und Österreich deutlich aus.
Später hat er die Kohleförderung stark ausgebaut. Bereits 1787 wurde die Glücksgrube, später Gräfin-Laura-Grube, aufgeschlossen. Es folgten 1802 die Grube Gottessegen, 1805 Antonie und Karl sowie weitere Gruben.
Kurz vor seinem Tod baute er 1805 mit dem Hüttenwerk Antonie (Antonienhütte) ein für damalige Verhältnisse großes und entsprechend teures Eisenwerk, das bereits über Koksfeuerung verfügte. Der Bau hatte die damals sehr hohe Summe von 50.000 Reichstalern gekostet. Lazarus III. war damit einer der ersten Privatunternehmer, die dem Vorbild der preußischen Fiskalunternehmen folgte und statt Holzkohle Steinkohle verwandten.
In diesem Zusammenhang gründete er auch die Siedlung Antonienhütte (heute Teil von Ruda Śląska), die die Basis für die industrielle und bergbauliche Entwicklung im Süden seines Besitzes war.

## Familie
Er heiratete 1770 die Gräfin Maria Anna Colonna von Fels (* 1753; † 15. Mai 1773), eine Tochter des Grafen Franz Carl Colonna von Fels, auf Groß Strehlitz, und der Freiin Maria Anna von Radetzky. Das Paar hatte einen Sohn und eine Tochter:
- Lazarus Joseph Adam (* 1770; † 25. Mai 1771)
- Maria Theresia Barbara (* 1772; † 17. Dezember 1772)

Nach dem frühen Tod seiner ersten Frau heiratete er 1774 die Gräfin Antonia von Praschma, Tochter des k.k. Wirklicher Geheimer Rat Graf Johann Nepomuk von Praschma (1726–1804), Das Paar hatte drei Söhne und vier Töchter, darunter:
- Maria Anna (* 8. Juni 1775; † 28. Mai 1829) ⚭ Karl Graf von Mettich, Freiherr von Tetschau (1774–1825)
- Karl Joseph Erdmann (* 14. Dezember 1784; † 7. Mai 1813), Gefallen als preußischer Hauptmann ⚭ 1810 Gräfin Eugenie von Wengersky (1790–1858), Eltern von Hugo Henckel von Donnersmarck
- Francesca Romana (* 5. Mai 1786; † 11. September 1810) ⚭ Graf Karl Heinrich Archibald von Schlabrendorff (1784–1821)
- Maria Josepha Henckel (* 31. Mai 1789; † 23. Dezember 1824) ⚭  1807 Graf Friedrich Bánffy de Losoncz (1780; † 15. November 1813), Gefallen in Caldiero bei Verona
- Lazarus Johan-Nepomuk (* 30. September 1792; † 23. Dezember 1859) ⚭ Eleonore Caroline Louise Henckel van Donnersmarck (1792–1857)